# Langelands Sønder Herred

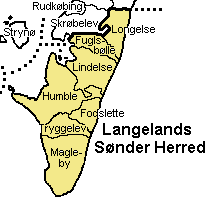
Langelands Sønder Herred

Langelands Sønder Herred was een herred in het voormalige Svendborg Amt in Denemarken. De herred omvatte het zuidelijke deel van het eiland Langeland. Bij de bestuurlijke reorganisatie in 1970 werd het gebied deel van de nieuwe provincie Funen.
De herred omvatte zeven parochies.
- Fodslette
- Fuglsbølle
- Humble
- Lindelse
- Longelse
- Magleby
- Tryggelev